# FC Crimmitschau
FC Crimmitschau is een Duitse voetbalclub uit Crimmitschau, Saksen. 

## Geschiedenis
De club werd opgericht in 1906 als FC German. Deze club bestond enkele jaren en werd dan ontbonden. In 1909 werd dan een nieuwe club opgericht, Crimmitschauer BC. Deze club speelde vanaf 1913 in de West-Saksische competitie. In 1915 werd de club vicekampioen achter Glauchauer SV 07. Na het seizoen 1915/16 trok de club zich terug uit de competitie wegens de omstandigheden in de Eerste Wereldoorlog. In 1920 fuseerde de club met SV 1910 Deutschnational en SV 1912 tot SpVgg 06 Crimmitschau. De club speelde nu in de tweede klasse en werd in 1923 groepswinnaar. Door een competitiehervorming promoveerde de club zonder verdere eindronde naar de hoogste klasse. De club werd een vaste waarde, al eindigden ze bijna ieder jaar op de voorlaatste plaats tot 1931. In 1932 en 1933 eindigde de club dan in de middenmoot. In 1933 werd de competitie geherstructureerd. De Midden-Duitse bond werd ontbonden en de vele competities werden vervangen door de Gauliga Mitte en Gauliga Sachsen. Uit West-Saksen plaatsten zich slechts twee clubs, het is niet bekend of de club zich wel voor de Bezirksklasse plaatste of verder ging in de Kreisklasse Westsachsen.
Na de Tweede Wereldoorlog werden alle Duitse clubs ontbonden. In Oost-Duitsland mochten de clubs niet heropgericht worden onder de oude naam. Zo ontstond Pleißengrund Crimmitschau. In 1949 werden de meeste clubs omgevormd tot een BSG en nam zo de naam BSG Fortschritt Mitte Crimmitschau aan. In 1955 promoveerde de club naar de Bezirksklasse en drie jaar later naar de Bezirksliga. Na één seizoen degradeerde de club weer en drie jaar later volgde een nieuwe degradatie. In 1961 had de club de naam ook gewijzigd in BSG Wismut Crimmitschau en amper een jaar later in BSG Motor. De club kon de afwezigheid in de Bezirksklasse tot één seizoen beperken, echter degradeerde de club na één seizoen opnieuw. 
Het duurde tot 1978 vooraleer de club opnieuw promotie, en opnieuw maar voor één seizoen, kon afdwingen. De club streed de volgende jaren nog vaker voor de promotie, maar kon deze niet meer afdwingen. 
Na de Duitse hereniging werd de naam gewijzigd in SpVgg Wacker 06 Crimmitschau. In 1999 fuseerde de club met Grün-Weiß Crimmitschau tot FC Crimmitschau. Door de integratie van de Oost-Duitse clubs in het West-Duitse systeem verzeilde de club, die daarvoor al in de vijfde klasse speelde, nu in nog lagere reeksen en verdween in de anonimiteit. 